# Flygsystem 2020
Flygsystem 2020 або FS 2020 — проєкт винищувача п'ятого покоління компанії SAAB для ВПС Швеції, який, як очікується, замінить головний винищувач четвертого покоління ВПС Швеції JAS-39 Gripen. На цей момент проєкт знаходиться на стадії розробки, у відкритих джерелах інформації про нього мало. Офіційних заяв про поточну стадію розробки не було.

## Опис
З огляду на опублікованих SAAB зображеннях, літак буде одномоторним.